# Pseudohodowla

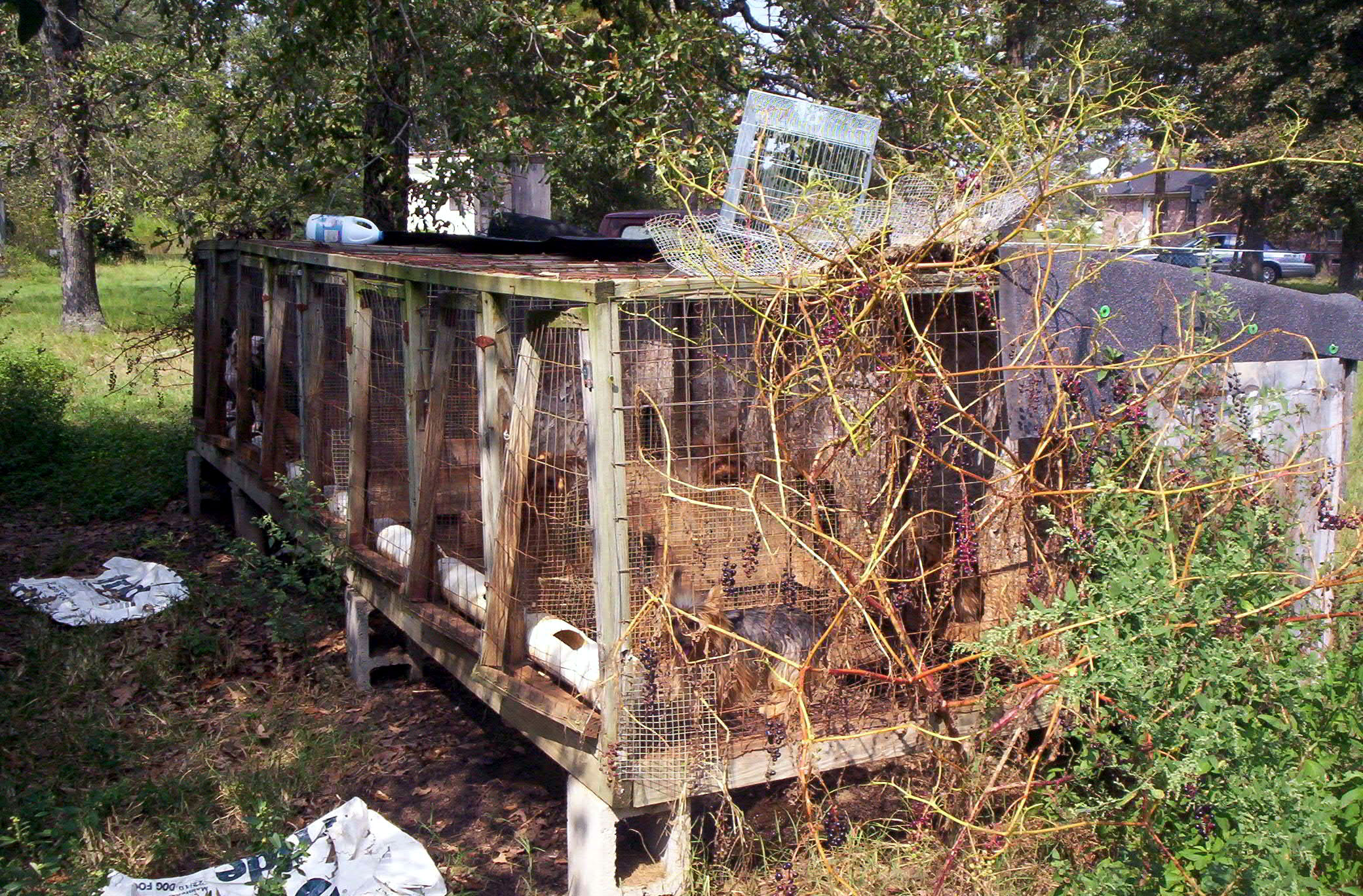
Pseudohodowla psów w USA

Pseudohodowla – niezarejestrowana hodowla nierasowych, w typie rasy, nierodowodowych zwierząt domowych, nieposiadająca uprawnień hodowlanych lub hodowla psów rasowych w niezarejestrowanej działalności.
Hodowle tego typu prowadzone są zarówno przez osoby niezrzeszone w żadnym stowarzyszeniu kynologicznym (w przypadku hodowli psów) bądź felinologicznym (w przypadku hodowli kotów), jak i występują przypadki łamania etyki hodowcy przez członków zrzeszonych np. w ZKwP i prowadzących hodowlę rodowodowych zwierząt. Pseudohodowle funkcjonują dla zysku i zazwyczaj rozmnażane są w nich psy i koty w typie „modnych”, popularnych ras.
Termin pseudohodowla został ukuty w środowisku miłośników psów rasowych i zarejestrowanych hodowców na określenie osób, które masowo rozmnażają nierasowe zwierzęta dla zysku. Popularny jest głównie wśród kynologów, osób pracujących w schroniskach dla zwierząt. Najczęściej nazwę stosuje się w odniesieniu do nielegalnych hodowli psów, rzadziej kotów.

## Sytuacja prawna w Polsce
Do 1 stycznia 2012 roku (wejścia w życie nowelizacji ustawy o ochronie zwierząt) polskie prawo nie regulowało procederu ich prowadzenia. Od tego dnia rozmnażanie psów i kotów w celach handlowych jest zabronione (zakaz ten nie dotyczy zarejestrowanych hodowli). Ponadto zabrania się wprowadzania do obrotu psów i kotów na targowiskach, targach i giełdach oraz prowadzenia takich miejsc z ich sprzedażą. Złamanie tych zakazów jest karalne. Sąd może orzec przepadek narzędzi lub przedmiotów służących do popełnienia tego czynu oraz przedmiotów z niego pochodzących, jak również może orzec przepadek zwierzęcia. Można także orzec nawiązkę w wysokości do 1000 zł na cel związany z ochroną zwierząt. Znowelizowana ustawa również zakazuje pod karą aresztu lub grzywny nabywania psów i kotów w tych miejscach. Wszystkie ww. czyny są wykroczeniem.

## Funkcjonowanie pseudohodowli w Polsce
Pseudohodowle są prowadzone bez ograniczeń bądź zobowiązań, możliwie najniższym kosztem, a zdrowie i życie zwierząt jest podporządkowane interesom ekonomicznym i ma znaczenie drugorzędne. Wynika to z faktu, że funkcjonują one w większości przypadków w wyłączeniu z systemu rejestracji i kontroli hodowlanej.